# NGC 4138
NGC 4138 est une galaxie spirale relativement rapprochée et située dans la constellation des Chiens de chasse. NGC 4138 a été découverte par l'astronome germano-britannique William Herschel en 1788.

## Caractéristiques
NGC 4138 présente une large raie HI et c'est une galaxie active de type Seyfert 1.9.

### Distance
Sa vitesse par rapport au fond diffus cosmologique est de 1 101 ± 16 km/s, ce qui correspond à une distance de Hubble de 16,2 ± 1,2 Mpc (∼52,8 millions d'al).
À ce jour, cinq mesures non basées sur le décalage vers le rouge (redshift) donnent une distance de 19,740 ± 9,164 Mpc (∼64,4 millions d'al), ce qui est à l'intérieur des valeurs de la distance de Hubble. Cependant cette galaxie, comme plusieurs des groupes de M101 et de NGC 4051, est relativement rapprochée du Groupe local et on obtient souvent une distance différente en se basant sur le décalageen raison du mouvement propre de ces galaxies dans le groupe où l'amas où elles sont situées. Notons que c'est avec la valeur moyenne des mesures indépendantes, lorsqu'elles existent, que la base de données NASA/IPAC calcule le diamètre d'une galaxie.

## Morphologie

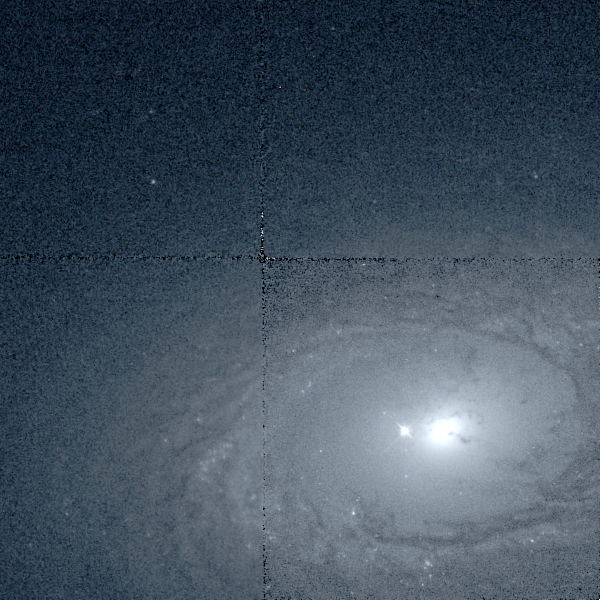
On voit très bien les bras spiraux de NGC 4138 sur cette image provenant du télescope spatial Hubble.
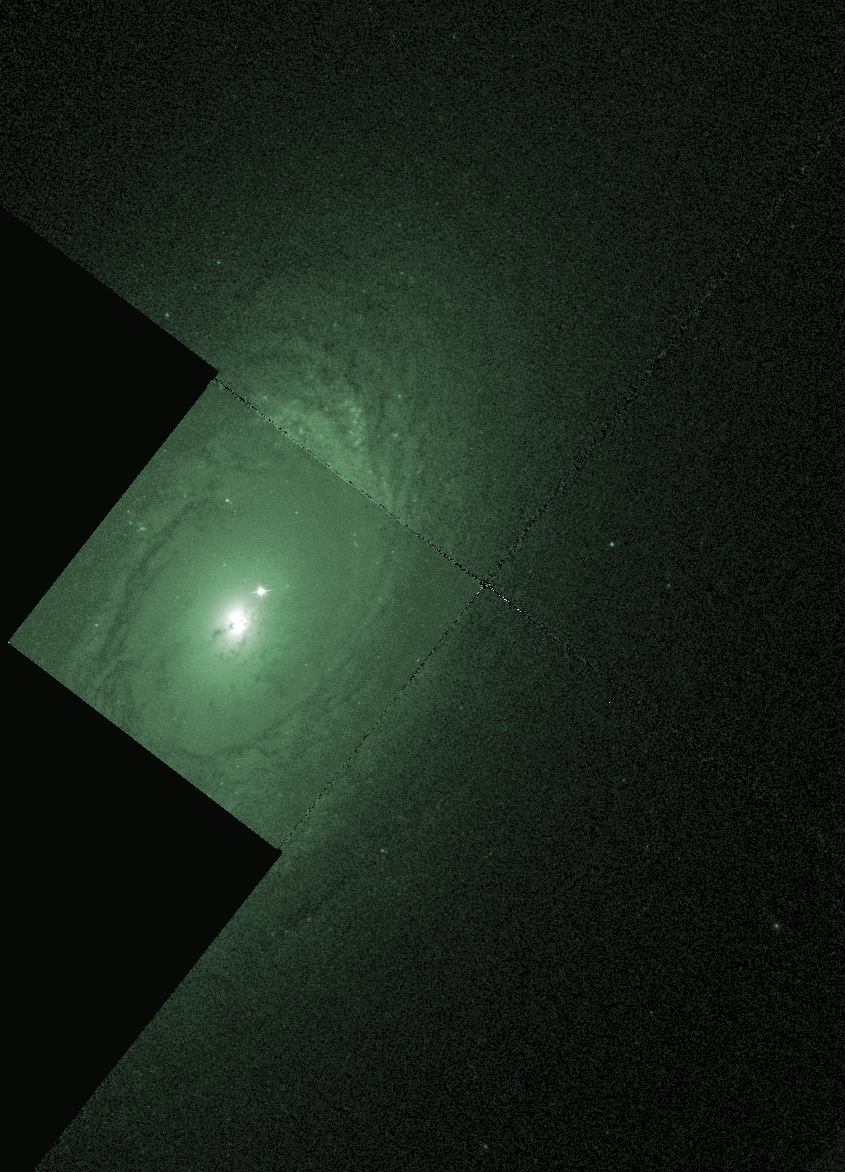
Autre image en lumière verte (547 nm prise par le télescope spatial Hubble qui montre les bras spiraux de NGC 4138.

NGC 4138 a été utilisée par Gérard de Vaucouleurs comme une galaxie de type morphologique SA(r)a dans son atlas des galaxies,.
La classification SA(r)a par Gérard de Vaucouleurs a aussi été adoptée par le professeur Seligman adopte aussi cette classification et on voit très bien la présence de bras spiraux sur les images captées par le télescope spatial Hubble. Toutes les autres sources la classent cependant comme une galaxie lenticulaire.

### Deux disques distincts
Une étude de la galaxie réalisée en 1996 a montré qu'elle possède deux disques rotatifs qui tournent en sens opposé l'un de l'autre. Vingt pour cent des étoiles sont dans le disque contre rotatif et le reste dans l'autre. Le gaz neutre et ionisé de cette galaxie tourne dans la même direction que le disque contre rotatif. Les étoiles étoiles de ce disque sont généralement plus jeunes que la population stellaire principale. Selon des modèles numériques élaborés, on pense que ce disque provient de la fusion il y a environ quatre milliards d'années avec une galaxie naine riche en gaz. Les simulations montrent également que la contre rotation du disque a pour effet de lentement supprimer la structure spirale de la galaxie dans son ensemble. La jeune structure annulaire d'étoiles est probablement le résultat de collisions entre des nuages de gaz tournant dans des directions opposées.
Grâce aux observations du télescope spatial Hubble, on a détecté un disque de formation d'étoiles autour du noyau de NGC 4138. La taille de son demi-grand axe est égale à 1330 pc (~4 340 années-lumière).

### Trou noir supermassif
Selon les auteurs d'un article publié en 2012, la masse du trou noir supermassif au centre de NGC 4138 est de 18 millions de {\displaystyle M_{\odot }}. La connaissance de sa masse et de son taux d'accrétion permet d'estimer le taux de formation d'étoiles dans la région centrale des galaxies de type Seyfert. Ce taux pour cette galaxie serait à l'intérieur et à l'extérieur d'un rayon de 1 kpc respectivement de 0,028 {\displaystyle M_{\odot }}/an  et de 0,11 {\displaystyle M_{\odot }}/an. 

### Activité et sources radio
NGC 4138 est une galaxie active de type Seyfert 1.9 ayant deux sources radio détectées dans la région de son noyau central. La composante orientale est la plus énergétique avec une intensité d'environ 1,0 mJy, alors que l'émission de la source plus faible est de 0,75 mJy. Ce rayonnement provient probablement de jets de matière éjectée par le trou noir supermassif au centre de la galaxie.

## Groupe de NGC 4051 et de M101
Selon A.M. Garcia, la galaxie NGC 4138 fait partie d'un groupe de galaxies qui compte au moins 19 membres, le groupe de NGC 4051. Les autres membres du groupe sont NGC 3906, NGC 3938, NGC 4051, NGC 4096, NGC 4111, NGC 4117, NGC 4143, NGC 4183, NGC 4218, NGC 4288, NGC 4346, NGC 4389, IC 750, UGC 6805, UGC 6818, UGC 6930, UGC 7089 et UGC 7129.
D'autre part, dans un article publié en 1998, Abraham Mahtessian indique que NGC 4138 fait partie d'un groupe plus vaste qui compte plus de 80 galaxies, le groupe de M101. Plusieurs galaxies de la liste de Mahtessian se retrouvent également dans d'autres groupes décrits par A.M. Garcia, soit le groupe de NGC 3631, le groupe de NGC 3898, le groupe de M109 (NGC 3992), le groupe de NGC 4051, le groupe de M106 (NGC 4258) et le groupe de NGC 5457.
Plusieurs galaxies des six groupes de Garcia ne figurent pas dans la liste du groupe de M101 de Mahtessian. Il y a plus de 120 galaxies différentes dans les listes des deux auteurs. Puisque la frontière entre un amas galactique et un groupe de galaxie n'est pas clairement définie (on parle de 100 galaxies et moins pour un groupe), on pourrait qualifier le groupe de M101 d'amas galactique contenant plusieurs groupes de galaxies.

## Amas de la Grande Ourse et superamas de la Vierge
Les groupes de M101 et de NGC 4051 font partie de l'amas de la Grande Ourse, l'un des amas galactiques du superamas de la Vierge.